# Lepidanthrax painterorum
Lepidanthrax painterorum är en tvåvingeart som beskrevs av Hall 1976. Lepidanthrax painterorum ingår i släktet Lepidanthrax och familjen svävflugor. Inga underarter finns listade i Catalogue of Life.